# Saint-Michel-de-Volangis
Saint-Michel-de-Volangis ist eine französische Gemeinde mit 466 Einwohnern (Stand: 1. Januar 2022) im Département Cher in der Region Centre-Val de Loire. Sie gehört zum Arrondissement Bourges und zum Kanton Saint-Germain-du-Puy.

## Geografie
Etwa neun Kilometer nordöstlich von Bourges gelegen befindet sich Saint-Michel-de-Volangis in der Champagne berrichonne (im Berry) am Ufer des Flüsschens Langis. 
Umgeben wird Saint-Michel-de-Volangis von den Nachbargemeinden Vignoux-sous-les-Aix im Norden, Soulangis im Nordosten, Sainte-Solange im Osten, Saint-Germain-du-Puy im Süden, Bourges im Südwesten, Fussy im Westen und Südwesten sowie Pigny im Westen und Nordwesten.

## Bevölkerungsentwicklung
| Jahr                       | 1962 | 1968 | 1975 | 1982 | 1990 | 1999 | 2006 | 2019 |
| -------------------------- | ---- | ---- | ---- | ---- | ---- | ---- | ---- | ---- |
| Einwohner                  | 216  | 176  | 169  | 261  | 334  | 331  | 424  | 451  |
| Quellen: Cassini und INSEE |      |      |      |      |      |      |      |      |

## Sehenswürdigkeiten
- Kirche Saint-Michel
- Schloss Turly aus dem 15. Jahrhundert mit Park